# Agrostis apetala
Agrostis apetala é uma espécie de gramínea do gênero Agrostis, pertencente à família Poaceae.